# Atlantirivulus nudiventris
Atlantirivulus nudiventris é uma espécie de peixe ciprinodontiforme da família dos rivulídeos (Rivulidae). É endêmica do Brasil e ocorre na várzea do rio Itapemirim, que flui pelos estados do Espírito Santo e Minas Gerais. Um macho estudado media até 4,5 centímetros. Não é sazonal e é difícil de manter em aquário. Em 2005, foi classificada como vulnerável na Lista de Espécies da Fauna Ameaçadas do Espírito Santo; e em 2014, como criticamente em perigo na Portaria MMA N.º 444 de 17 de dezembro de 2014; e em 2018 como criticamente em perigo no Livro Vermelho da Fauna Brasileira Ameaçada de Extinção do Instituto Chico Mendes de Conservação da Biodiversidade (ICMBio).

## Taxonomia
Atlantirivulus nudiventris originalmente pertencia ao gênero Rivulus. Wilson José Eduardo Moreira da Costa dividiu este gênero em vários novos gêneros (incluindo Anablepsoides, Atlantirivulus, Cynodonichthys, Kryptolebias, Laimosemion e Melanorivulus) em 2004 e 2011, deixando apenas algumas espécies das Grandes Antilhas em Rivulus.